# Vol China Airlines 2265
Le 16 février 1986, un Boeing 737-200 effectuant le vol China Airlines 2265, un vol intérieur régulier entre Taipei et Magong, s'est écrasé en mer, peu après avoir effectué une remise de gaz après une tentative d'atterrissage à l'aéroport de Magong, à Taïwan. 
L'épave de l'appareil a été découverte plusieurs semaines plus tard au fond de l'océan, à 19 kilomètres au nord de l'aéroport. Les six passagers et sept membres d'équipage ont tous péri dans l'accident.

## Avion
L'appareil impliqué est un Boeing 737-281 vieux de 17 ans, immatriculé B-1870, qui a été acquis par China Airlines en 1976. Auparavant, cet avion fut impliqué dans le détournement du vol China Airlines 831 (en), survenue le 9 mars 1978.

## Accident
Le vol 2265 a décollé de Taipei à 18h09 heure locale pour un vol intérieur à destination de l'aéroport de Magong, dans les îles Pescadores. Lorsque l'avion se pose à 19h05, l'équipage ressent une violente vibration à l'avant de l'avion, causé par l'éclatement de l'un des pneus du train d'atterrissage avant. Les pilotes ont alors effectué une remise de gaz. 
Après que l'avion a quitté les environs de l'aéroport, il s'est écrasé dans l'océan Pacifique, au large de la côte près de Magong. Les treize occupants ont tous été tués sur le coup. Les chercheurs n'ont trouvé l'épave de l'avion que le 10 mars. Cette dernière était situé à 58 mètres de profondeur, à 19 kilomètres au nord de l'île.